# Chiaki Matsumura
Chiaki Matsumura (en japonés: 松村千秋, Matsumura Chiaki; Karuizawa, 25 de octubre de 1992) es una deportista japonesa que compite en curling. Ganó una medalla de plata en el Campeonato Mundial de Curling Mixto Doble de 2023.

## Palmarés internacional
| Campeonato Mundial Mixto Doble | Campeonato Mundial Mixto Doble | Campeonato Mundial Mixto Doble | Campeonato Mundial Mixto Doble |
| Año                            | Lugar                          | Medalla                        | Prueba                         |
| ------------------------------ | ------------------------------ | ------------------------------ | ------------------------------ |
| 2023                           | Gangneung (Corea del Sur)      | Medalla de plata               | Mixto doble                    |